# 롯데정밀화학
롯데정밀화학(영어: LOTTE Fine Chemical Co., Ltd, -精密化學)은 대한민국의 기업으로, 롯데그룹의 화학 계열사이다. 코스피200 종목에 포함되어 있다.

## 연혁
- 1964년 8월: 삼성그룹의 계열사 한국비료공업으로 설립
- 1967년 10월: 사카린 밀수 사건으로 대한민국 정부에 몰수, 공기업으로 전환
- 1976년 4월: 증권거래소에 주식을 상장
- 1994년 10월: 삼성그룹에 반환되어 한국비료공업에서 삼성정밀화학으로 상호명 변경
- 1995년 4월: 일본의 도쿠야마와 합작법인 한덕화학을 설립
- 2011년 4월: 미국의 MEMC와 합작법인 에스엠피를 설립[1][2]
- 2011년 5월: 일본의 토다와 합작법인 에스티엠을 설립[3]
- 2014년 3월 20일: 폴리실리콘 합작사 에스엠피의 지분 35%를 합작 파트너사 선에디슨(MEMC)에 매각하고, 선에디슨이 분사해 설립하는 에스에스엘에 1억 달러를 투자하기로 계약을 체결[2]
- 2016년 2월 29일: 롯데그룹이 삼성그룹으로부터 인수, 삼성정밀화학에서 롯데정밀화학으로 상호명 변경